# Paul Ekollo
Paul Bekombo Ekollo Ntonye (* 1. Dezember 1984 in Yaoundé) ist ein ehemaliger kamerunischer Fußballspieler.

## Karriere
Paul Ekollo stand 2007 bei Sengkang Punggol in Singapur unter Vertrag. Wo er vorher gespielt hat, ist unbekannt. Der Verein spielte in der ersten Liga, der S. League. Hier absolvierte er ein Erstligaspiel. 2008 wechselte er für ein Jahr zum Ligakonkurrenten Balestier Khalsa. Nach Vertragsende zog es ihn 2009 nach Thailand. Hier unterschrieb er einen Vertrag beim Thailand Tobacco Monopoly FC. Der Verein spielte in der ersten Liga, der Thai Premier League. 2010 wechselte er zum Ligakonkurrenten Bangkok Glass nach Pathum Thani. Pattaya United FC, ein Verein aus Pattaya, der ebenfalls in der ersten Liga spielte, nahm ihn die Saison 2012 unter Vertrag. Der Erstligaaufsteiger Bangkok United verpflichtete ihn die Saison 2013. Die Hinserie 2014 spielte er beim Saraburi FC, die Rückserie beim Sukhothai FC. Der in der zweiten Liga, der Thai Premier League Division 1, spielende Chiangmai FC aus Chiangmai nahm ihn die Saison 2015 unter Vertrag. Rayong FC, ebenfalls ein Zweitligist, verpflichtete ihn von 2016 bis 2017. Das letzte Jahr seiner Karriere spielte er in der vierten Liga beim Muang Loei United FC in Loei. Mit Loei spielte er in der Thai League 4, in der North/Eastern Region. Ende der Saison wurde er mit Muang Loei Meister der Region.

## Erfolge
Muang Loei United FC
- Thai League 4 – North/East: 2018

Bangkok Glass FC
- Singapore Cup: 2010